# Leptogenys hackeri
Leptogenys hackeri är en myrart som beskrevs av Clark 1934. Leptogenys hackeri ingår i släktet Leptogenys och familjen myror. Inga underarter finns listade i Catalogue of Life.